# Hans Luber
Hans Luber (Múnic, 15 d'octubre de 1893 – Berlín, 15 d'octubre de 1940) va ser un saltador alemany que va competir a començaments del segle xx.
El 1912 va prendre part en els Jocs Olímpics d'Estocolm, on guanyà la medalla de bronze en la competició de salt de trampolí de 3 metres, del programa de salts, rere el seu compatriota Paul Günther. En les proves del salt de palanca de 10 metres i palanca alta fou eliminat en la primera ronda.
El 1926 i 1927 es proclamà campió d'Europa de salts de palanca de 10 metres.